# Wilhelm Sponneck

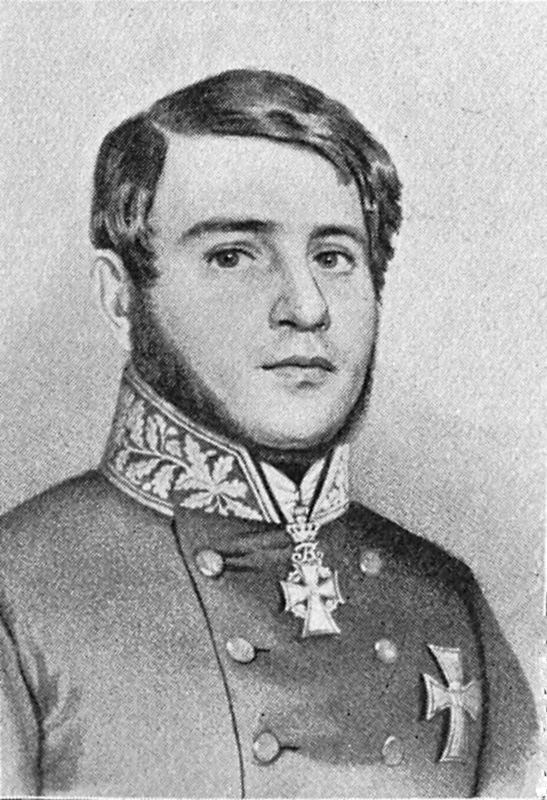
Wilhelm Sponneck

Wilhelm Carl Eppingen Sponneck, född 16 februari 1815 i Ringköbing, Danmark, död 29 februari 1888 var en dansk politiker.
Han var finansminister mellan 16 november 1848 och 12 december 1854 och generaltulldirektör från 29 december 1854 till 30 juni 1863. Därefter var han rådgivare till Georg I av Grekland till 1865 då han tvingades bort från posten.